# Bevern (Bassa Sassonia)
Bevern è un Comune mercato di 4 107 abitanti della Bassa Sassonia, in Germania.
Appartiene al circondario (Landkreis) di Holzminden (targa HOL) ed è parte della comunità amministrativa (Samtgemeinde) di Bevern.